# ʻOkina
L'ʻokina (pronunciació hawaiana: [ʔoˈkinɐ]) és la lletra que transcriu la consonant oclusiva glotal sorda en hawaià. No té formes majúscules i minúscules diferents, i es representa electrònicament amb la lletra modificadora convertida en coma: ʻ.
També existeix un fonema oclusiu glotal en moltes altres llengües polinèsies, normalment s'escriuen amb una lletra similar semblant a un apòstrof.

## Noms
A continuació es mostren els noms de les consonants oclusives glotals en diverses llengües polinèsies i notes sobre com es representen en el text.
| Idioma    | Nom                               | Traducció literal                                | Notes |
| --------- | --------------------------------- | ------------------------------------------------ | --- |
| Hawaià    | ʻokina                            | Separador, tallant, trencant                     | L'ʻokina sovint es substitueix en publicacions informàtiques per l'accent greu (`), la cometa simple esquerra (‘) o l'apòstrof ('), especialment quan no es disposa de la marca tipogràfica correcta (ʻ).                                                                           |
| Samoà     | koma liliu                        | "Coma invertida" — coma (koma) invertida (liliu) | Sovint substituït per un apòstrof en publicacions modernes, reconegut pels estudiosos samoans i la comunitat en general. L'ús de l'apòstrof i el màcron en paraules samoanes va ser readoptat pel Ministeri d'Educació el 2012 després d'haver estat abandonat a la dècada de 1960. |
| Tahitià   | ʻeta                              | ʻetaʻeta = endurir                               | |
| Tongalès  | fakauʻa (honorífic per fakamonga) | Fabricant de gola                                | Composta amb el mateix caràcter (ʻ) que l'ʻokina, segons l'estàndard Unicode. |
| Rapanui   | ꞌeꞌe                              |                                                  | En textos electrònics tendeix a escriure's amb un saltillo (sempre en minúscula) ⟨ꞌ⟩. |
| Rarotongà | ʻamata o ʻakairo ʻamata           | "hamza"                                          | No s'utilitza en l'escriptura quotidiana. La Bíblia i les bibliografies governamentals utilitzen l'ʻokina. |
| Wallisià  | fakamoga                          | Per la gola                                      | No s'utilitza en l'escriptura quotidiana. |

## Aspecte

La frase `Ōlelo Hawaiʻi, que significa "llengua hawaiana", configurada amb la tipografia Gentium Book. A la segona línia, s'estableix l'opció de variant de caràcter per a lletres grans semblants a l'apòstrof.

En moltes tipografies, el símbol de l'ʻokina és idèntic al símbol de la cometa inicial corba. En d'altres (com Linux Libertine) té una mida lleugerament diferent, ja sigui més gran o més petita, com es veu a la imatge del costat.
La frase il·lustrada està envoltada de cometes inicials i finals. Hi ha una ʻokina abans de la Ō i una altra abans de l'última i. Aquestes són lleugerament més petites que les cometes de la primera línia i lleugerament més grans que la segona.

## Cas
L'ʻokina es tracta com una lletra separada en l'alfabet hawaià. Només s'utilitza davant de les vocals, excepte per a la e: ʻa, ʻi, ʻo, ʻu. És unicameral, és a dir, no té formes d'escriptura de dues caixes: Majúscula (o de caixa alta) i Minúscula (o de caixa baixa), a diferència de les altres lletres, que són totes lletres llatines bàsiques. Per a les paraules que comencen amb una ʻokina, les regles de majúscules afecten la vocal: per exemple, al principi d'una frase, el nom de la lletra s'escriu "ʻOkina", amb una O majúscula.

## Noms geogràfics als Estats Units
El Consell de Noms Geogràfics dels Estats Units ( United States Board on Geographic Names) enumera els noms de llocs rellevants amb i sense ʻokina i kahakō (màcron) al Sistema d'Informació de Noms Geogràfics (Geographic Names Information System). Col·loquialment i formalment, les formes s'han utilitzat indistintament durant molt de temps.